# Velike Rebrce
Velike Rebrce – wieś w Słowenii, w gminie Ivančna Gorica. W 2018 roku liczyła 32 mieszkańców.